# IC 4800
IC 4800 је спирална галаксија у сазвјежђу Паун која се налази на листи објеката дубоког неба у Индекс каталогу.
Деклинација објекта је - 63° 8' 21" а ректасцензија 18h 58m 43,5s. Привидна величина (магнитуда) објекта IC 4800 износи 12,2 а фотографска магнитуда 13,1. IC 4800 је још познат и под ознакама ESO 104-25, AM 1854-631, PGC 62637.